# Tuve para dar
«Tuve para dar» es una canción interpretada por la cantante y compositora mexicana Julieta Venegas, la cual fue escrita por ella misma y fue inspirada en México, en la que refleja su perspectiva, de un antes y un después. Fue producida por Venegas y Yamil Rezc. La canción pertenece a su sexto álbum de estudio Los momentos, el cual fue lanzado a la venta en marzo de 2013.
Antecediendo el lanzamiento del álbum de estudio, sería lanzado el 11 de diciembre de 2012 en descarga digital por el sello discográfico Sony Music y fue lanzado como primer sencillo de Los Momentos pero se retrasó y fue lanzado el 18 de diciembre de 2012.
El vídeo musical fue dirigido por su hermana gemela Yvonne Venegas y su cuñado Gregory Allen, el vídeo fue estrenado el 14 de diciembre de 2012. El cual refleja la letra de la canción, el México de antes. En esta vídeo cuenta con las participaciones de su hermana Jovanna Venegas, Natalia Lafourcade, Manuel Torreblanca (Vocalista de Torreblanca), entre otros. Fue grabado en varias localidades de Ciudad de México.

## Antecedentes
Después de anunciar a través de Twitter que había terminado la mezcla de su sexto álbum de estudio. Comienzo una serie de concierto por Bogotá y Medellín, Colombia después de 4 años de no presentarse en ese país en el que en conferencia de prensa dio adelantos de su nuevo material discográfico y de su nuevo sencillo.
El 16 de octubre de 2012, la cantante por medio de su cuenta oficial de Twitter. anuncio el título de la canción y que sería el primer sencillo del álbum. 

Y el primer sencillo se llama Tuve para dar. #monotema #losmomentos
@julietav

En un reportaje para la página web Radiofórmula expresa que la canción fue inspirada en México, en el México de antes, el bello y ahora a todos les da miedo. «Tuve Para Dar» fue escrita por la cantante y producida por ella misa coproducida por Yamil Rezc productor que también trabajo con la banda chilena Los Bunkers.

## Vídeo musical
El video musical comenzó a rodarse el jueves 18 de octubre de 2012 y terminó el sábado 21. Tuvo diversas locaciones como la Colonia del Valle y el Foto-Museo "Cuatro Caminos" por cortesía de la fundación Pedro Meyer en la Ciudad de México. La dirección estuvo a cargo de su hermana gemela Yvonne Venegas y su cuñado Gregory Allen con quienes también trabajo en el vídeo de su pasado sencillo «Ya Conocerán» en 2011, de su álbum Otra Cosa. El vídeo refleja el México de antes, desde la perspectiva de Venegas. El vídeo está protagonizado por la actriz mexicana Irene Azuela y cuenta con la participación de su hermana Jovanna Venegas, Natalia Lafourcade, Cecilia Bastida, Manuel Torreblanca, Sol Pereyra y el Colectivo de Danza AM.
Durante la grabación, Venegas compartía fotografías con sus fanes por medio de redes sociales e iba poniendo al tanto de la filmación.
El vídeo fue estrenado el 14 de diciembre de 2012 en el VEVO oficial de Julieta Venegas.

## Presentaciones
«Tuve Para Dar» fue presentada por primera vez el 12 de diciembre de 2012, en la ciudad de Buenos Aires, Argentina en la Usina del Arte para el Club Speedy, en una presentación privada para los socios. Al igual interpretó «Te Vi», segundo sencillo de Los Momentos.

## Posicionamiento en las listas

### Semanales
| México | Mexico Español Airplay (Billboard) | 41 |